# Lucia Nader
Lucia Nader (São Paulo, 8 de novembro de 1977) é uma ativista de direitos humanos brasileira. É atualmente Fellow da Open Society Foundations, pesquisando sobre "Organizações Sólidas em um Mundo Líquido". De 2011 a 2014 foi diretora executiva da ONG internacional Conectas Direitos Humanos, sediada na cidade de São Paulo. É pós-graduada em Desenvolvimento e Organizações Internacionais pelo Instituto de Estudos Políticos de Paris (Sciences-Po) e bacharel em Relações Internacionais pela Pontifícia Universidade Católica de São Paulo.

## Histórico
Lucia iniciou sua carreira como ativista na condição de voluntária do Instituto Sou da Paz, em 1999, organização da qual seria ainda coordenadora de Comunicação e Relações Institucionais. Em 2003 junta-se à equipe da Conectas, atuando primeiramente como coordenadora de Redes (2003-2005). Posteriormente, na condição de coordenadora de Relações Internacionais (2006-2011), foi responsável pela criação do programa de Política Externa e Direitos Humanos da ONG. Foi ainda secretária do Comitê Brasileiro de Política Externa e Direitos Humanos, concretizando como um dos grandes marcos de sua carreira o fortalecimento de mecanismos de diplomacia cidadã e de canais de diálogo entre o governo brasileiro e a sociedade civil, especialmente nas questões concernentes à Política Externa e à Justiça.
Foi nomeada empreendedora social em 2009 pela Ashoka Empreendedores Sociais e é conselheira ou integrante da assembléia de sócios de diversas organizações, como: LARCI - Latin American Regional Climate Initiative, Grupo de Análise da Conjuntura Internacional da Universidade de São Paulo (GACINT), Fund for Global Human Rights, CCPR – Center for Civil and Political Rights. Participou do programa de intercâmbio US Foreign Policy and HR, promovido pelo Departamento de Estado americano em 2006, além de atuar como pesquisadora em importantes projetos, como a pesquisa Atuação de Brasil e África do Sul na ONU: rumo a uma agenda comum em Direitos Humanos?, desenvolvida no âmbito do Programa de Apoio à Pesquisa sobre Países Intermediários e ao Intercâmbio com o Brasil (IUPERJ e Ford Foundation) em 2007. 

## Artigos e Publicações
Lucia é autora de diversos artigos sobre direitos humanos e política externa em periódicos e revistas acadêmicas, além de ministrar palestras e exposições em diversos espaços. Dentre seus artigos estão: 
- "Organizações Sólidas em um Mundo Líquido" (Revista Sur, 2014)
- "Descompasso: por que ONGs de direitos humanos em países emergentes não emergem?" (Open Democracy, 2013)
- “Reflexões sobre a Política Externa em Direitos Humanos do Governo Lula“ (Fundação Henrich Boll, 2011)
- “O Brasil no Conselho de Direitos Humanos da ONU: a necessária superação de ambigüidades” (Revista Política Externa, 2009)
- “O Papel das ONGs no Conselho de Direitos Humanos da ONU” (Revista Sur, 2007)

Além disso, algumas de suas principais contribuições na imprensa nacional e internacional são:
- As the World Cup action begins, Brazil's hard-fought democracy is under threat, para o jornal The Guardian[5]
- Nas prisões e na polícia, um Brasil que não se redemocratizou, para o Brasil Post". [6]
- Descompasso: por que ONGs de direitos humanos em países emergentes não emergem?, para o Open Democracy[7]
- Reflexões sobre a Política Externa em Direitos Humanos do Governo Lula, para a Fundação Friedrich Ebert do Brasil.[8]
- O Brasil no conselho de Direitos Humanos da ONU: A necessária superação da ambiguidades, para a Revista Política Externa[9]
- Reflections on the UN Human Rights Council, one year on, para a Civicus da África do Sul.[10]
- The role of NGOs in the UN Human Rights Council, para a Revista SUR.[11]
- Palestra no TEDxRuaMonteAlegre, com o tema “Multipolaridade”.[12]
- Entrevista para o Democracy Now!, falando sobre os protestos no Brasil.[13]
- Citação no artigo Brazil's powder keg prison system, da Al Jazeera.[14]
- Citação no artigo Prison in Brazil: Welcome to the Middle Ages - Brazil’s hellish penal system is overcrowded, violent and brutalising, da revista The Economist.[15]
- Citação no artigo Prison Violence Brings Scrutiny to State in Brazil, do New York Times. [16]
- Citação no artigo Gangs run rampant in Brazil’s prison system, do The Globe and the Mail. [17]
- Citação no artigo Todos somos cómplices, do jornal El País. [18]
- Citação no artigo Para ONGs, sociedade tolera a barbárie nos presídios, do Estadão. [19]
- Citação no artigo 'Não há pena de morte aqui, mas prisões criam situações similares', diz especialista, da Folha de S. Paulo. [20]